# Pachyta erebia
Pachyta erebia är en skalbaggsart som beskrevs av Bates 1884. Pachyta erebia ingår i släktet Pachyta och familjen långhorningar. Inga underarter finns listade i Catalogue of Life.